# 孙丰月
孙丰月（1963年4月—），汉族，山东淄博人，中华人民共和国地质学家、政治人物，吉林大学地球科学学院院长。
加入中国民主同盟，担任民盟中央委员、吉林省委副主委、长春市委主委、长春市政协副主席。2008年，当选第十一届全国政协委员，代表中国民主同盟，分入第六组。2018年2月24日，当选为第十三届全国人大代表。